# Palazzo della Provincia Autonoma di Trento
Il Palazzo della Provincia Autonoma di Trento, già noto come Hotel Trento e successivamente Imperial Hotel Trento, è un edificio storico del capoluogo trentino, situato in piazza Dante, oggi sede dell'amministrazione provinciale.

## Storia

### Hotel
Nella seconda metà del XIX secolo la deviazione del corso del fiume Adige permise l'espansione della città di Trento verso Nord, nell'area allora rurale di Centa, dove oggi si trovano la stazione ed i giardini di piazza Dante. In quegli anni l'imprenditore Francesco Ranzi acquistò un lotto, per il quale fu approvato nel 1875 il progetto di costruzione di un albergo, denominato Hotel Trento, che fu progettato dallo stesso Ranzi ed inaugurato l'anno successivo.
L'albergo fu ceduto nell'agosto del 1883 a un imprenditore austriaco considerato pioniere del turismo trentino, Franz Joseph Oesterreicher,  che aveva gestito l'hotel a partire dal 1876. Ribattezzato "Imperial Hotel Trento", fu ampliato con la costruzione dell'ala occidentale, verso la stazione, progettata nel 1898 dall'architetto Emilio Paor ed edificata nel 1900. La struttura da 150 camere, dotata di illuminazione elettrica, riscaldamento pressurizato, un ascensore idraulico, arredamenti di lusso, ospitò aristocratici e membri abbienti della borghesia.

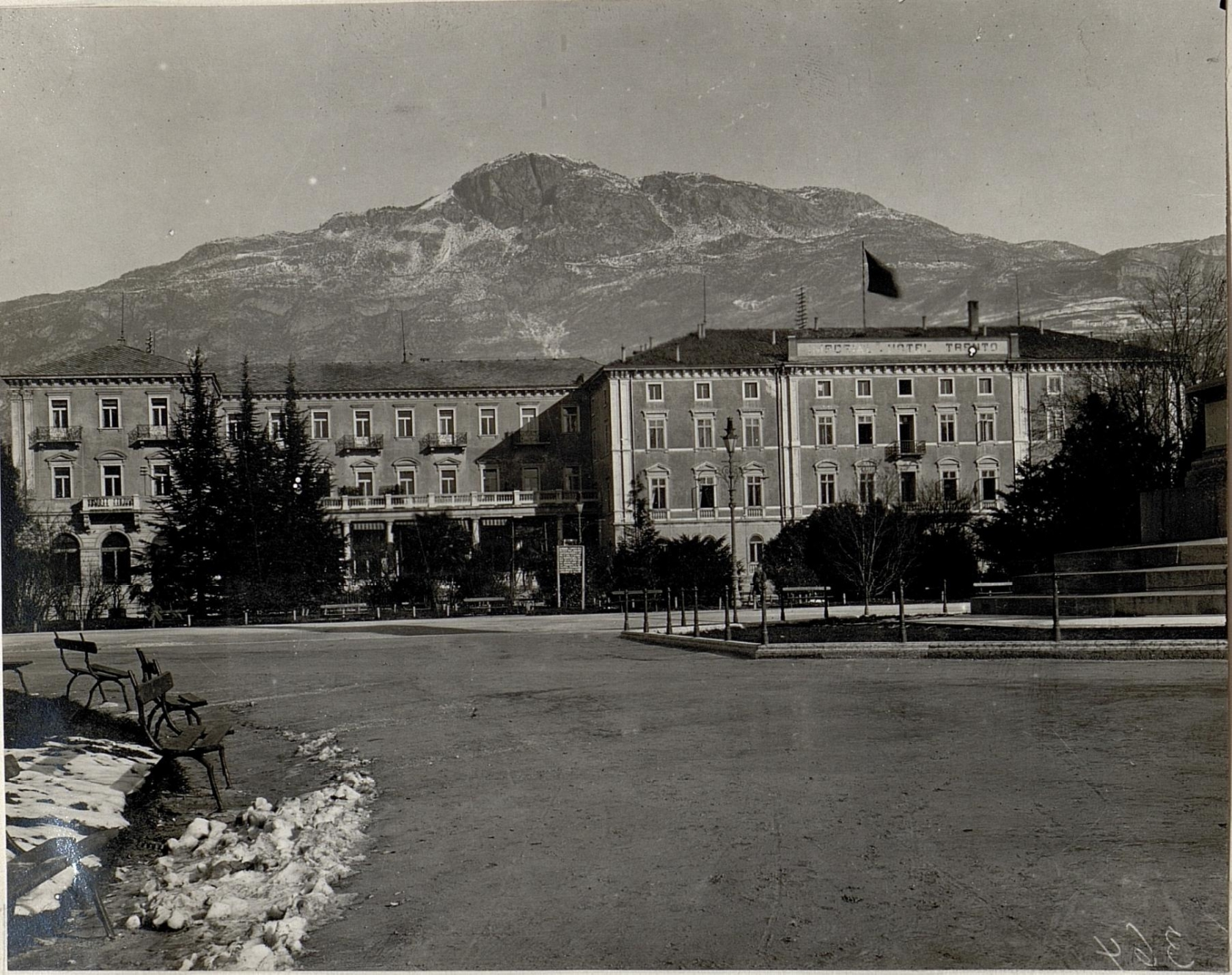
Imperial Hotel sede del comando dell'undicesima armata austroungarica, 1917

### Palazzo della Provincia
Durante la prima guerra mondiale nell'edificio si insediò il comando delle truppe austro-ungariche. 
Nel 1922 l'albergo venne acquistato dalla provincia della Venezia Tridentina, da poco istituita, per ospitarne la sede. L'architetto Giorgio Wenter Marini riprogettò l'ala occidentale e pianificò un ulteriore ampliamento della struttura verso nord, che avrebbe dato spazio a nuovi uffici e costituito l'alloggio del prefetto del Regno d'Italia.